# Stanisław Kazimierz Tokarski
Stanisław Kazimierz Tokarski herbu Ryś (zm. 4 stycznia 1695 roku) – podsędek piński w latach 1692–1695, stolnik piński w latach 1685-1692, podstarości piński w latach 1677–1692, podstoli piński w latach 1676–1685, cześnik piński w latach 1668–1676.
Był elektorem Michała Korybuta Wiśniowieckiego z województwa brzeskolitewskiego w 1669 roku.